# Brouwerij Hospices Civils
Brouwerij Hospices Civils is een voormalige brouwerij in Aalst in de Belgische provincie Oost-Vlaanderen. De brouwerij was actief van 1899 tot 1921.
De brouwerij was gelegen in de rue Ecartée.